# Lene Espersen
Lene Espersen, född 26 september 1965 i Hirtshals, är en dansk politiker. 
Espersen var ledamot av Folketinget 1994-2014 och var ordförande i Konservative Folkeparti 2008-2011. Hon var justitieminister 2001-2008 och ekonomi- och näringsminister 2008-2010, vice statsminister 2010-2011 och utrikesminister 2010-2011.
Espersen är utbildad nationalekonom från Århus universitet.